# Comuna Gioseni, Bacău
Gioseni (maghiară Gyoszény) este o comună în județul Bacău, Moldova, România, formată numai din satul de reședință cu același nume.

## Așezare
Comuna se află în partea central-estică a județului, pe malul stâng al Siretului, în aval de barajul Galbeni și în amonte de lacul de acumulare Răcăciuni. Este străbătută de șoseaua județeană DJ252B, care o leagă spre nord de Tamași și Buhoci și spre sud de Horgești și Pâncești.

## Demografie
Componența etnică a comunei Gioseni
     Români (88,79%)
     Alte etnii (0,26%)
     Necunoscută (10,94%)
Componența confesională a comunei Gioseni
     Romano-catolici (60,87%)
     Ortodocși (23,72%)
     Penticostali (4%)
     Alte religii (0,35%)
     Necunoscută (11,06%)
Conform recensământului efectuat în 2021, populația comunei Gioseni se ridică la 3.427 de locuitori, în creștere față de recensământul anterior din 2011, când fuseseră înregistrați 3.249 de locuitori. Majoritatea locuitorilor sunt români (88,79%), iar pentru 10,94% nu se cunoaște apartenența etnică. Din punct de vedere confesional, majoritatea locuitorilor sunt romano-catolici (60,87%), cu minorități de ortodocși (23,72%) și penticostali (4%), iar pentru 11,06% nu se cunoaște apartenența confesională.

## Politică și administrație
Comuna Gioseni este administrată de un primar și un consiliu local compus din 13 consilieri. Primarul, Bernadin Tamaș[*], de la Partidul Național Liberal, este în funcție din 2012. Începând cu alegerile locale din 2024, consiliul local are următoarea componență pe partide politice:
|  | Partid                    | Consilieri | Componența Consiliului | Componența Consiliului | Componența Consiliului | Componența Consiliului | Componența Consiliului | Componența Consiliului | Componența Consiliului |
|  | ------------------------- | ---------- | ---------------------- | ---------------------- | ---------------------- | ---------------------- | ---------------------- | ---------------------- | ---------------------- |
|  | Partidul Național Liberal | 7          |                        |                        |                        |                        |                        |                        |                        |
|  | Partidul Social Democrat  | 4          |                        |                        |                        |                        |                        |                        |                        |
|  | Uniunea Salvați România   | 1          |                        |                        |                        |                        |                        |                        |                        |
|  | Partidul Puterii Umaniste | 1          |                        |                        |                        |                        |                        |                        |                        |

### Comunitatea ceangăiască
O mare parte a romano-catolicilor din Gioseni sunt de origine ceangăiască (maghiară), vorbitori al unui dialect al limbii maghiare. Ca și în cazul altor comunități ceangăiești din Moldova, asimilația lor etno-lingvistică s-a accelerat în ultimile decenii. În timpul cercetărilor lui Pál Péter Domokos, în anii '20, încă aproape toți catolicii din Gioseni mai vorbeau limba maghiară, deși în mare parte nu s-au declarat maghiari la recensământul din 1930 (doar 15 % dintre romano-catolici). În 1996, etnograful Vilmos Tánczos, în cadrul cercetărilor sale, a constatat că 87 % din populația de confesiune catolică încă a putut comunica în limba maghiară (deși s-a accentuat bilingvismul dialectal). În 2009 Tánczos a repetat cercetările sale și a constatat că procentul vorbitorilor de limba maghiară a scăzut la doar 50 % din populația catolică și doar 64 % dintre catolici pot încă să înțeleagă limba maghiară. 46 % dintre catolici nu înțeleg de loc, 50 % nu pot comunica în această limbă. Conform acestor date Tánczos constată că cel mai vechi dialect maghiar este pe cale de dispariție atât în Gioseni cât și în celelalte comunități ale ceangăilor de sud, vorbitori de vechiul dialect (spre deosebire de cazul ceangăilor secui, în cadrul cărora de obicei și tinerii vorbesc sau înțeleg încă limba maghiară). Conform cercetărilor lui Tánczos, în Gioseni doar bătrânii și unele adulți vorbesc limba maghiară ca limba maternă, iar o parte dintre adulți, ca a doua limbă. O mică parte dintre copii mai mari (10-14 ani) și tinerii (14-29 ani) au încă un vocabular pasiv, între copii sub 10 ani însă nicio persoană nu înțelege limba maghiară. În Gioseni nu există educație în limba maternă, precum nici slujbă la biserică. Din 2000 există însă educație de limbă maghiară literară extrașcolară.

## Istorie
La sfârșitul secolului al XIX-lea, comuna făcea parte din plasa Siretul de Jos a județului Bacău și avea în compunere satele Gioseni, Otești, Bâzga, Horgești și Răcea, având în total 2636 de locuitori. În comună funcționau două școli mixte (una la Gioseni din 1866 și una la Horgești din 1890) cu 50 de elevi, două biserici ortodoxe în satele Gioseni și Horgești și două catolice în aceleași două sate, o moară cu aburi, două mori de apă și o fabrică de spirt, iar principalii proprietari de pământ erau fiica lui Ion Strat, pe nume Alisa D. Lecca, Profira Strat și Ioan Gh. Lecca. Anuarul Socec din 1925 o consemnează în plasa Siret a aceluiași județ, având 2904 locuitori în satele Chetrișu, Fântâneanu, Gioseni, Racova și Tamași.

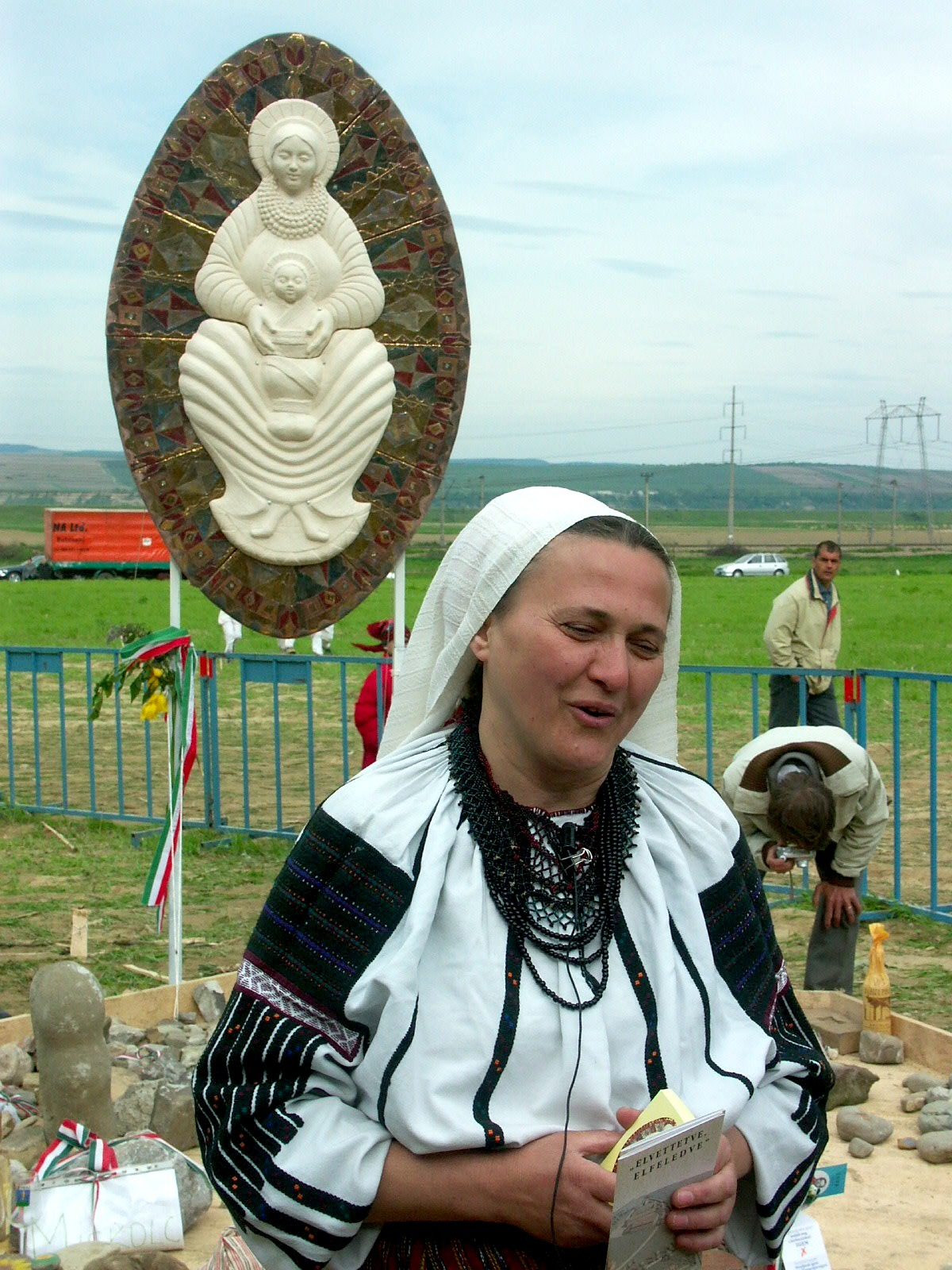
Petrás Mária la punerea pietrei de temelie a Grupului Școlar Regina Pacis

În 1950, comuna a trecut la raionul Bacău din regiunea Bacău; în timp, reședința s-a mutat la Tamași, și a luat numele de Tamași, nume sub care a revenit în 1968 la județul Bacău, reînființat. Comuna Gioseni a fost reînființată în anul 2005, prin desprinderea satului Gioseni din comuna Tamași. (prin Legea nr. 67 din 23 martie 2005).

## Personalități
- Petrás Mária (n. 1957), cântăreață, sculptor și ceramist laureată al premiilor Prima Primissima, Szervátiusz Jenő și Magyar Művészetért (Pentru Artă Maghiară), cel mai cunoscut artist plastic contemporan maghiar din Moldova.